# Icnofacies

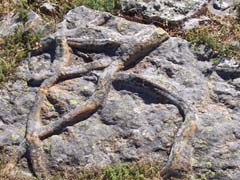
Cruziana, icnofósil que da nombre a la icnofacies Cruziana.

Se denomina icnofacies a una asociación de icnofósiles que aparecen en un mismo sedimento o en sedimentos adyacentes. El término lo acuñó el paleontólogo alemán Adolf Seilacher en la década de 1960 al considerar que se podían relacionar estas asociaciones de icnofósiles con factores paleoambientales y batimétricos y establecer de este modo las características del ambiente en el que se formaron. Seilacher definió originariamente cuatro, y con posterioridad seis, icnofacies considerando los factores batimétricos como herramientas prioritarias en sedimentología. A estas facies originales se fueron añadiendo otras con el paso del tiempo hasta las catorce actuales que tienen en cuenta valores principalmente ecológicos. Cada icnofacies recibe el nombre de la pista fósil más característica y abundante en ella y en su definición se incluyen aquellas especies que más comúnmente aparecen, aquellas que compartían la misma icnocenosis.
El valor del término como herramienta en paleobatimetría ha sido cuestionado tras su creación y a día de hoy su uso está más limitado a los estudios de las icnocenosis, esto es al conjunto de comunidades que ocupaban un nicho ecológico determinado. A esto hay que añadir que la atención prestada históricamente al estudio de trazas fósiles de ambientes marinos creadas por invertebrados hace que todas las icnofacies clásicas adolezcan de representación de ambientes terrestres. En la década de 1990 M. G. Lockey adaptó el conocimiento sobre trazas fósiles de vertebrados terrestres al concepto de icnofacies. Tras estos trabajos se definieron siete icnofacies para vertebrados terrestres, posteriormente ampliadas por el autor a 10 y reducido con posterioridad a cinco en Hunt & Lucas (2007). A pesar de ello el uso de icnofacies de vertebrados terrestres es aún minoritaria.

## Tipos de icnofacies

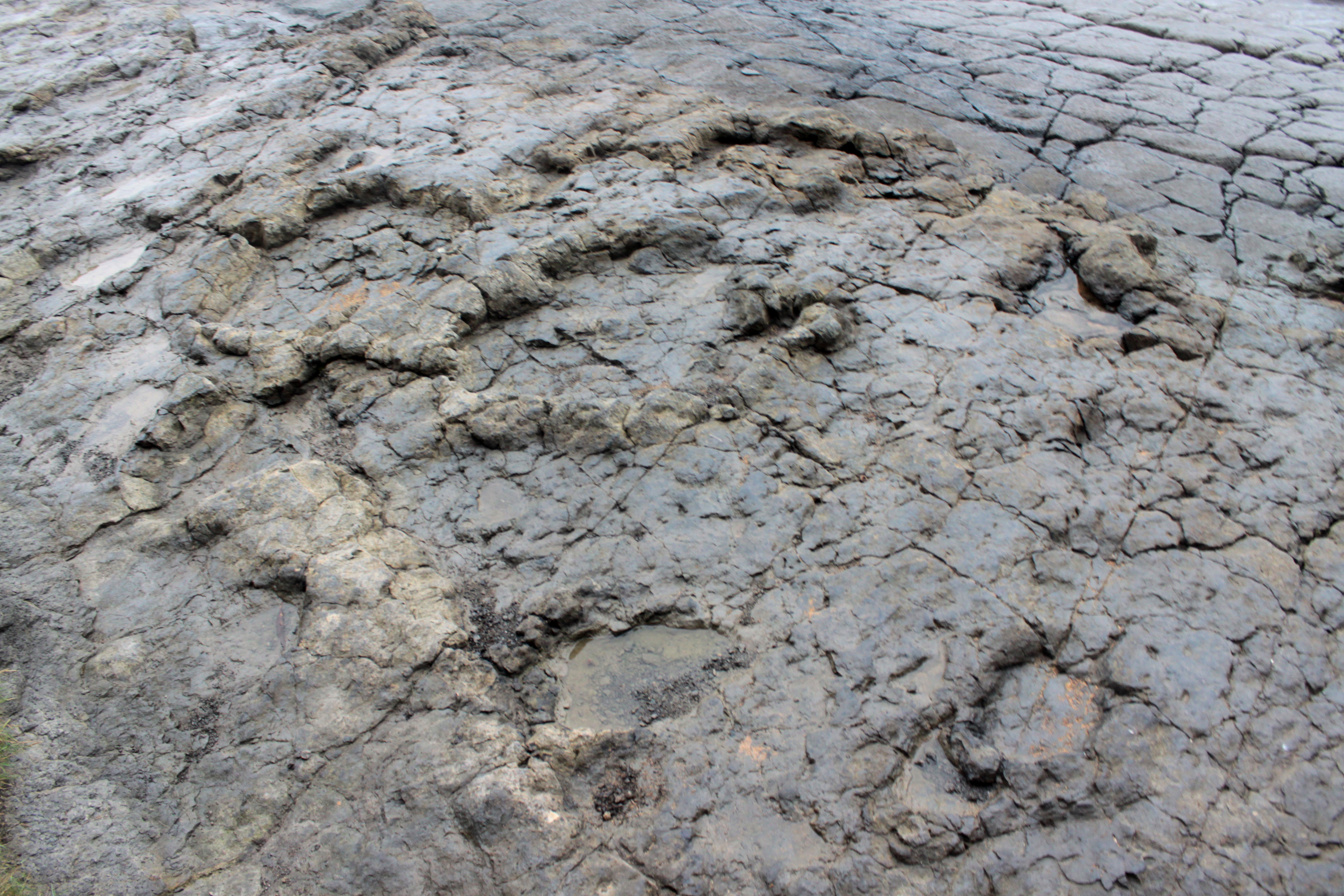
Icnofacies Brontopodus, propia de lagoons y litoral costero, con los icnotaxones Gigandosauropus y Brontopodus. Jurásico superior de Asturias.

En términos generales pueden definirse dos categorías de icnofacies en función de su capacidad para caracterizar los sedimentos. Las llamadas icnofacies locales son aquellas válidas para yacimientos puntuales o unidades estratigráficas determinadas y su caracterización es útil dentro del ámbito en el que se estudian debido entre otras cosas a que las icnoespecies presentes tienen una distribución temporal y espacial limitada a este ámbito. Las icnofacies universales, arquetípicas o seilacherianas por el contrario presentan un gran ámbito de distribución temporal e icnoespecies recurrentes en yacimientos de todo el mundo. 
Las icnofacies universales son por su propia definición las más utilizadas en investigación paleontológica y geológica aunque su aplicación real es muy limitada debido a que su definición se hace atendiendo a características muy diversas. De este modo algunas icnofacies han sido establecidas en función a caracteres sedimentológicos, ecológicos o conservacionales y pueden solaparse.
Desde su nacimiento como concepto las icnofacies han sido utilizadas fundamental para ambientes marinos, sobre todo debido a que el desarrollo de la icnología marina es superior a la terrestre. De las seis icnofacies originales de Seilacher únicamente una, la icnofacies de Scoyenia, se correspondía con ambientes fluviales y terrestres y aún hoy sólo se contemplan tres. Con el paso del tiempo se han añadido nuevas icnofacies, hasta catorce, y en términos generales puede establecerse una clasificación de ellas en función a si aparecen en el medio marino o continental y en función al tipo de sedimentos sobre el que se trazaron los icnofósiles.
Icnofacies marinas.
- En sustrato blando:
  - Icnofacies de Psilonichnus (Frey y Pemberton, 1987). Caracteriza a las icnocenosis presentes en la zona supralitoral, ambientes dunares y playas. Esta icnofacies aparecen fundamentalmente madrigueras de cangrejos (Psilonichnus) y de otros invertebrados que pueden estar asociadas a diferentes pistas originadas tanto por invertebrados como por vertebrados, aunque pocas de estas últimas son recurrentes. A diferencia del resto esta icnofacies fue definida a partir del conocimiento de icnocenosis presentes en la actualidad y su identificación en el registro fósil es aún escasa.Skolithos del Cámbrico del Reino Unido.

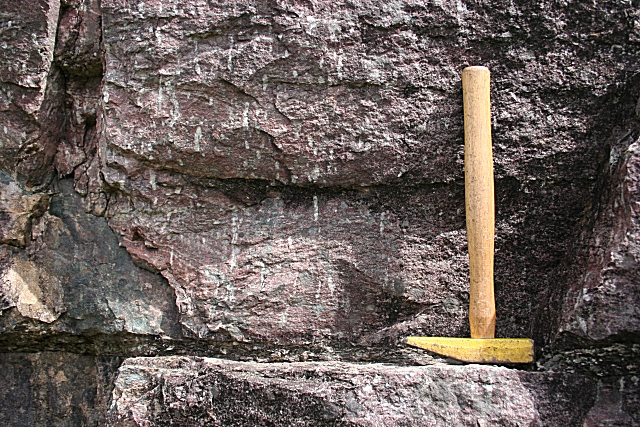
Skolithos del Cámbrico del Reino Unido.

  - Icnofacies de Skolithos (Seilacher, 1964). Caracteriza a las icnocenosis presentes en zonas de alta energía hidrodinámica en medios marinos someros y menos frecuentemente en medios marinos profundos. Está presente en zonas litorales de playas con cordones arenosos y deltas, aunque no es exclusiva. La alta energía del medio hace que el proceso erosivo sea fuerte y borre la mayoría de los rastros salvo los más profundos. Debido a ello aparecen principalmente pozos verticales de organismos endobentónicos tales como gusanos poliquetos y bivalvos (Arenicolites, Diplocraterion,  Monocraterion y Skolithos) o crustáceos decápodos (Ophiomorpha y Thalassinoides).
  - Icnofacies de Arenicolites (Bromley y Asgaard, 1991). Caracteriza a las icnocenosis presentes tanto en medios continentales someros como profundos en los que se produce un depósito sedimentario arenoso sobre un sustrato de otro tipo por un acontecimiento puntual, por ejemplo un transporte de sustrato debido a inundaciones, cambios de las corrientes marinas o desplazamientos sedimentarios. Estos hechos inusuales barren las icnocenosis presentes formando un nuevo nicho ecológico que es rápidamente ocupado por organismos suspensívoros hasta que se restablecen sus condiciones anteriores. Aparecen trazas de pozos verticales y los icnogéneros Arenicolites, Skolithos y Polyklandichnus.Cruziana del Ordovícico de Idanha-a-Nova.

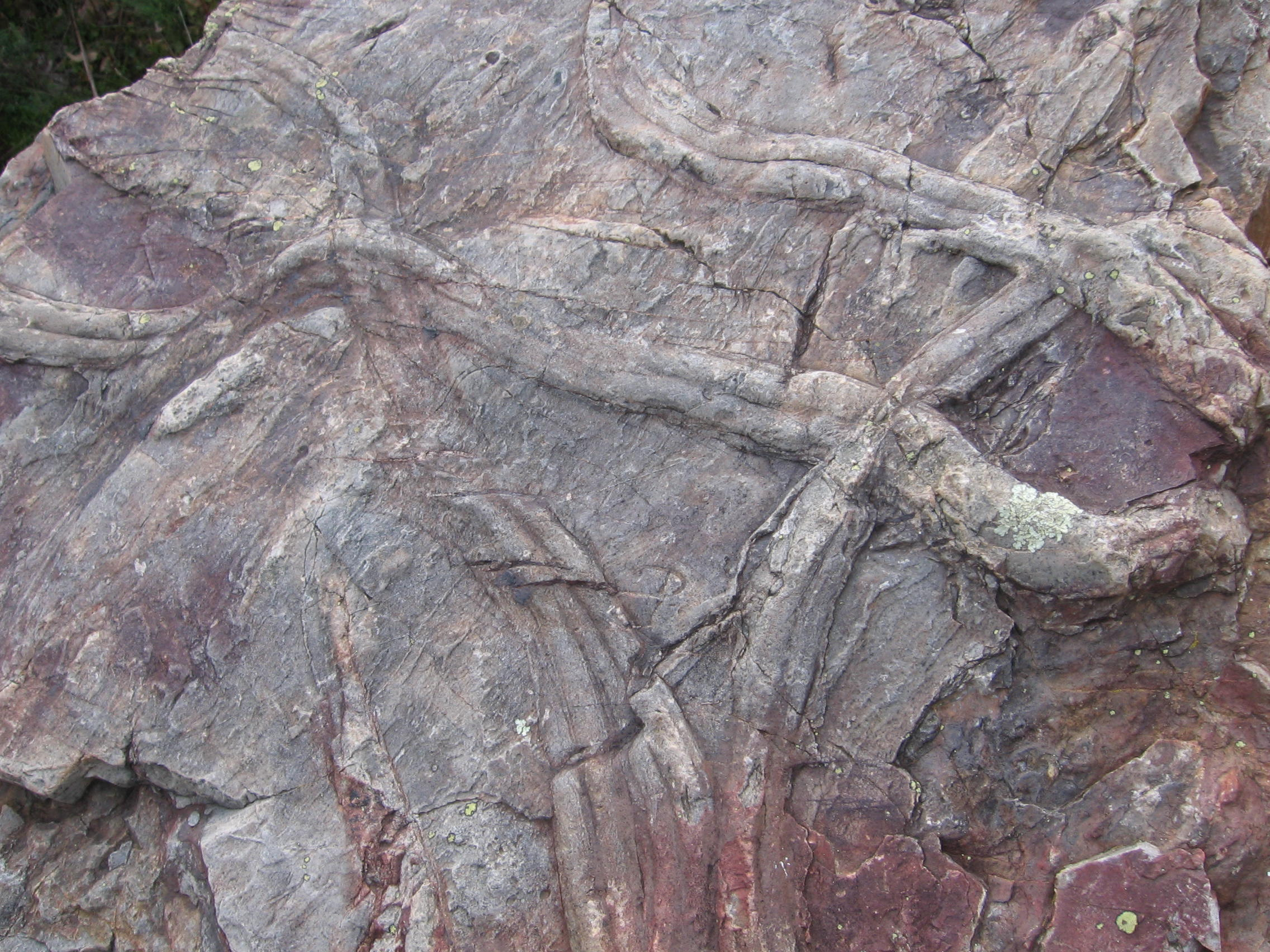
Cruziana del Ordovícico de Idanha-a-Nova.

  - Icnofacies de Cruziana (Seilacher, 1964). Caracteriza a las icnocenosis presentes en zonas de baja energía, fundamentalmente en la plataforma entre los niveles de oleaje normal y de tormenta aunque también aparece en estuarios. En estos medios la erosión es muy limitada o inexistente y los rastros permanecen mucho tiempo, conservándose incluso aquellos más tenues. Se produce un fenómeno de solapamiento entre las pistas fósiles y aunque presenta una gran diversidad de icnotaxones en ocasiones las especies más abundantes pueden llegar a borrar o enmascarar al resto. Aparecen fundamentalmente huellas de superficie como Cruziana, Asteriacites, Crossopodia y Rusophycus y trazas horizontales de organismos endobentónicos como Chondrites, Phycodes, Planolites, Rhizocorallium o Teichichnus.Zoophycos del Carbonífero inferior de Kentucky.

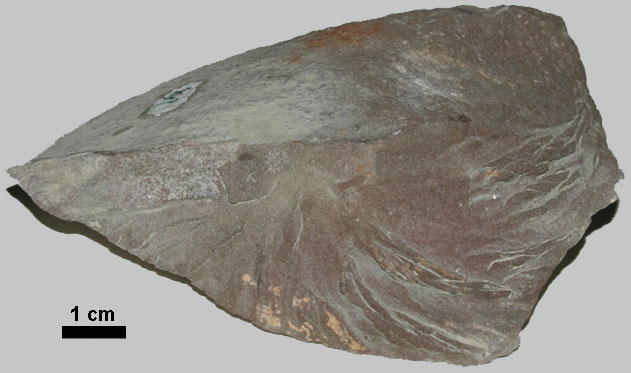
Zoophycos del Carbonífero inferior de Kentucky.

  - Icnofacies de Zoophycos (Seilacher, 1964). Caracteriza a las icnocenosis presentes en medios de baja energía y baja sedimentación pertenecientes a la zona batial. Como en la icnofacies anterior el sustrato de grano fino y la escasa turbación y sedimentación permite un gran desarrollo de comunidades animales. Aunque potencialmente en estos ambientes pueden aparecer numerosos taxones, en aquellos sedimentos pertenecientes a zonas muy estables las trazas de Zoophycos, Chondrites y Planolites pueden ocupar la totalidad del estrato y borrar huellas anteriores permaneciendo únicamente las trazas verticales.Nereites.

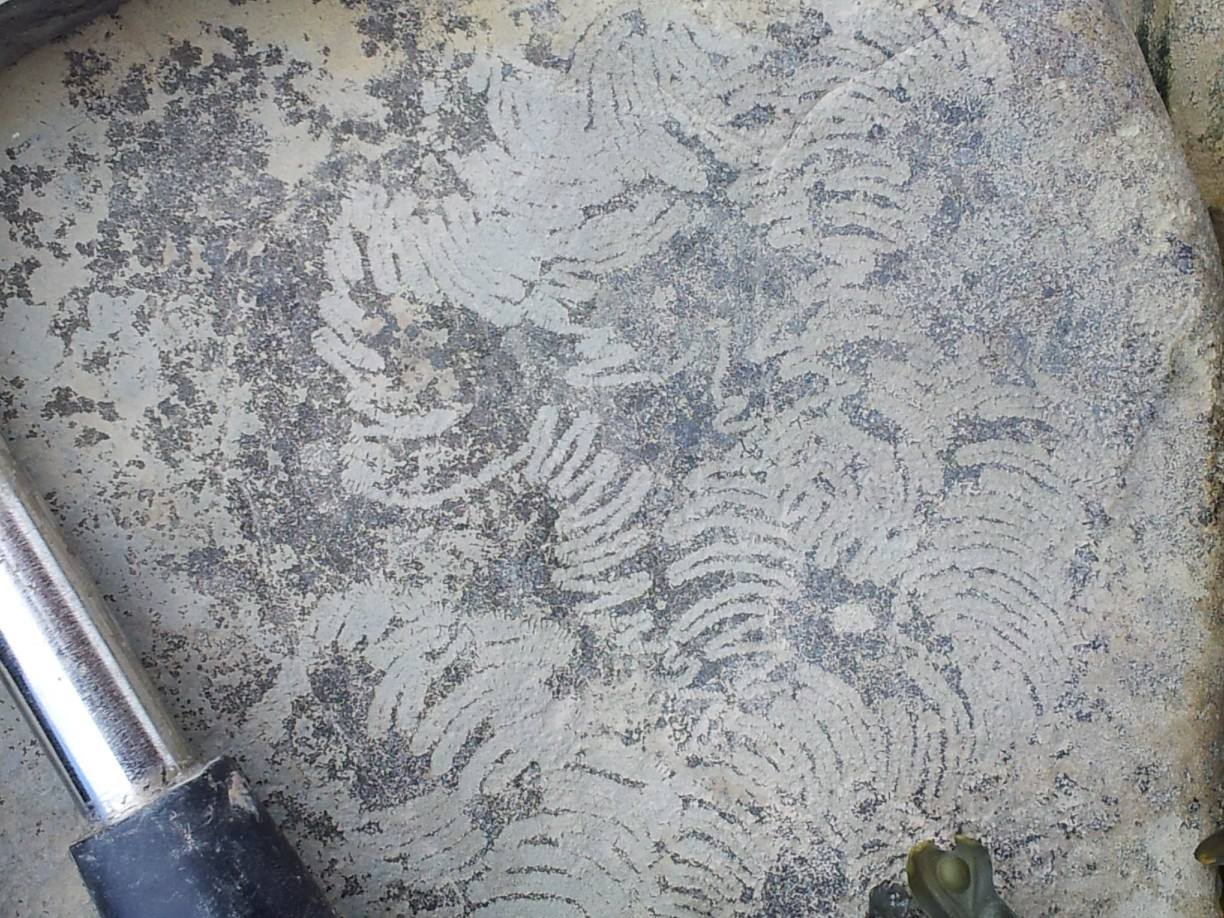
Nereites.

  - Icnofacies de Nereites (Seilacher, 1964). Caracteriza a las icnocenosis presentes en las zonas marinas más profundas, con profundidades superiores a los 2000 metros. En depósitos correspondientes al período Cámbrico esta icnofacies aparece en medios someros debido a que los organismos que producen las trazas aún ocupaban zonas más superficiales. Aparece asociada a sistemas turbídicos y debido a la complejidad de estos se han propuesto tres icnosubfacies atendiendo al lugar de deposición del sedimento.[8][9]
    - Icnosubfacies de Paleodictyon (Seilacher (1974)) de icnocenosis de zonas próximas a sistemas turbídicos donde los sedimentos arenosos permanecen en reposo. Predominan los icnotaxones  Paleodictyon, Helicolithus, Urohelminthoida y Desmograpton.
    - Icnosubfacies de Nereites (Seilacher (1974)) de icnocenosis de zonas distales a sistemas turbídicos con sedimentos alternantes muy delgados de arena y fango. Predominan los icnotaxones  Nereites, Phycosiphon, Dictyodora y Phycosiphon.
    - Icnosubfacies de Ophiomorpha rudis (Uchman (2001)) de icnocenosis de depósitos arenosos gruesos de los propios canales y lóbulos de sistemas turbídicos. Predominan los icnotaxones  Ophiomorpha rudis, Ophiomorpha annulata, Scolicia, Nereites irregularis y Chondrites.
- En sustrato firme:
  - Icnofacies de Glossifungites (Seilacher, 1964). Caracteriza a las icnocenosis presentes en sedimentos consolidados y compactados aunque no litificados. Son comunes en medios sub e intemareales aunque pueden aparecer a cualquier batimetría. En esta icnofacies aparecen sobre todo madrigueras excavadas por invertebrados de proyección tanto vertical como horizontal u oblicua. Predominan los icnotaxones Glossifungites, Rhyzocorallium, Diplocraterion, Spongeliomorpha, Thalassinoides paradoxicus y Gastrochaeonolites.
- En sustrato duro:Trypanites del Ordovícico Superior de Kentucky.

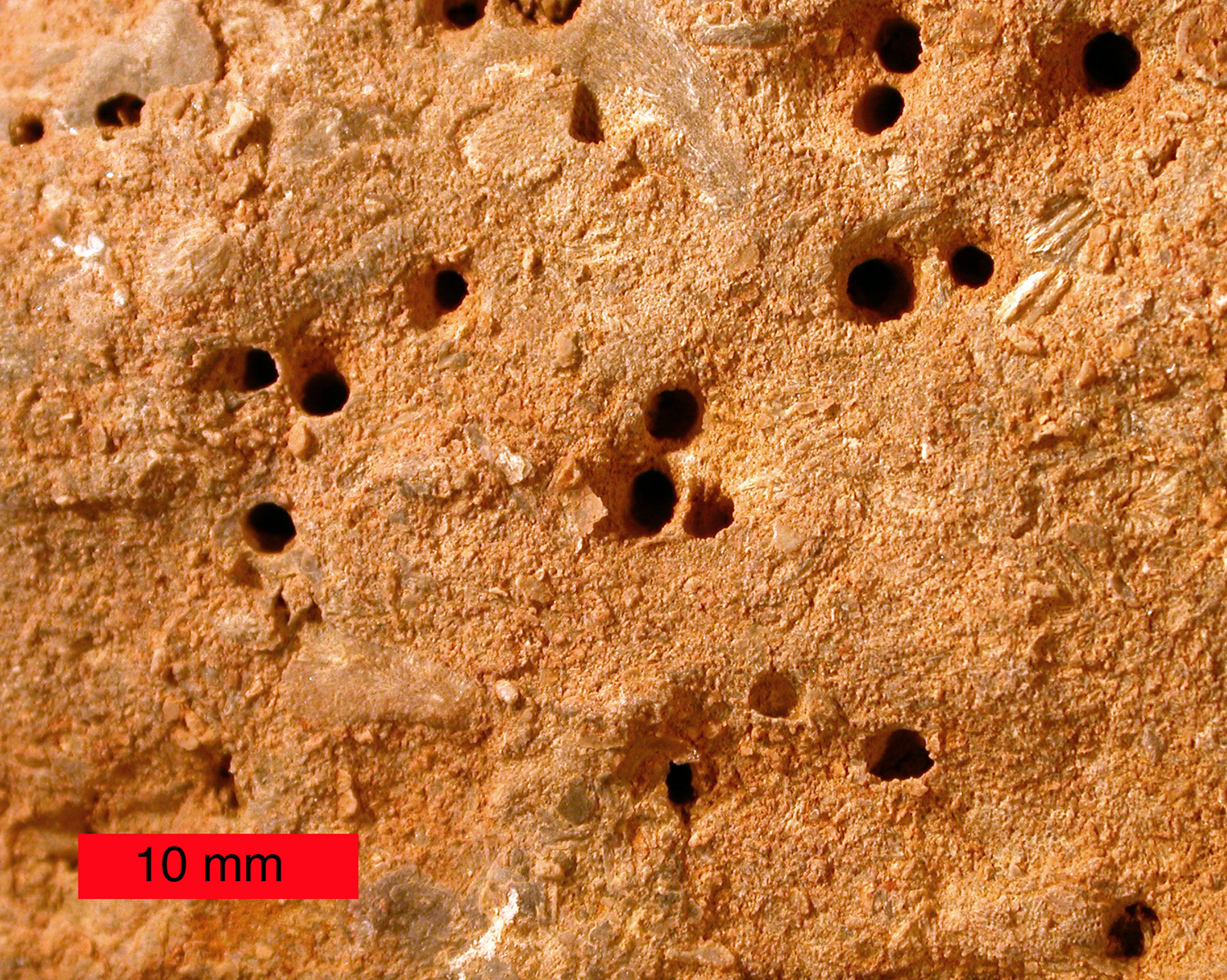
Trypanites del Ordovícico Superior de Kentucky.

  - Icnofacies de Trypanites (Frey y Seilacher, 1980). Caracteriza a las icnocenosis que realizan perforaciones en sustratos duros según la descripción original de Seilacher. El taxón que le da nombre Trypanites tiene un muy amplio registro geológico.En rocas del Paleozoico puede ser el único taxón presente pero se hace más escaso en épocas posteriores debido a la aparición de otros organismos capaces de perforar sustratos duros. Debido a ello en la actualidad se mantiene su definición original pero únicamente para rocas de Paleozoico.Entobia actual formada por esponjas del género Cliona en el bivalvo Mercenaria mercenaria.

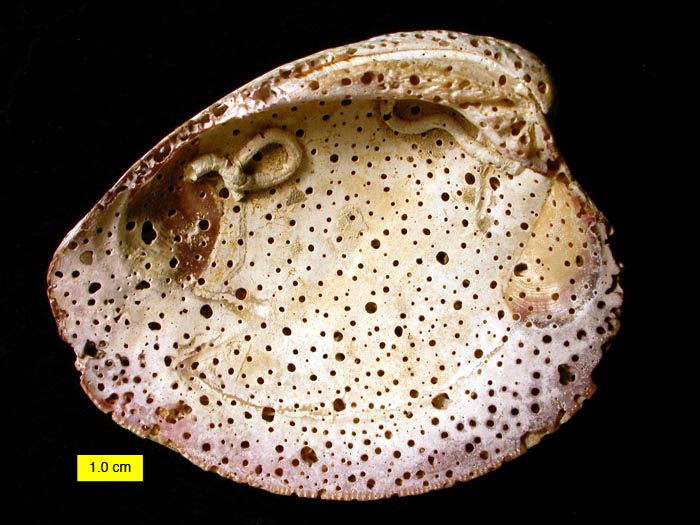
Entobia actual formada por esponjas del género Cliona en el bivalvo Mercenaria mercenaria.

  - Icnofacies de Entobia (Bromley y Asgaard, 1993).Caracteriza a las icnocenosis presentes en costas rocosas aunque también se ha asociado a arrecifes del Mesozoico y Cenozoico. En esta icnofacies aparecen únicamente las perforaciones más profundas ya que la erosión superficial del sustrato rocoso elimina el resto. Los taxones más comunes son Entobia, Gastrochaenolites, Maeandropolydora, Caulostrepsis, Circolites y Trypanites.
  - Icnofacies de Gnatichnus (Bromley y Asgaard, 1993). Caracteriza a las icnocenosis presentes en sustrato duro y cierto grado de sedimentación. A diferencia de la anterior icnofacies la erosión en este medio es muy escasa y predomina la sedimentación. Las perforaciones superficiales se mantienen y las profundan se conservan en toda su extensión. Son fundamentalmente rastros de incrustación o soporte al medio así como rastros de habitación. Presenta gran variedad de taxones, Gnatichnus, Radulichnus, Renichnus, Centrichnus, Rogerella y Entobia.
- En sustrato vegetal:
  - Icnofacies de Teredolites (Bromley et al., 1984). Caracteriza a las icnocenosis presentes en ambientes marinos someros y litorales donde están presentes trozos de madera o troncos por ser zonas de escasa profundidad cercanas a corrientes fluviales. Aunque los icnotaxones de esta icnofacies inicialmente estaban incluidos en la icnofacies de Trypanites sus particuares condiciones ambientales han permitido su separación. El único taxón de esta icnofacies es Teredolites un bivalvo perforador de madera.

Icnofacies continentales
- Icnofacies de Termitichnus (Smith et al., 1993). Caracteriza a las icnocenosis presentes en ambientes terrestres subaéreos, con trazas de habitación y alimentación. Es característico de llanuras costeras y zonas marginales de dunas y barras litorales o fluviales. Las trazas presentes son formadas por artrópodos, anélidos y plantas y es especialmente notable la presencia de hormigas, escarabajos y abejas. Predominan los icnotaxones Termitichnus, Edaphichnus, Scaphichnus, Celliforma y Kraussichnus.
- Icnofacies de Scoyenia (Seilacher, 1997). Caracteriza a las icnocenosis presentes en llanuras de inundación y zonas de transición entre ambientes subaéreos y subacuáticos. Aparecen fundamentalmente trazas horizontales alimentación, trazas de habitación y de desplazamiento de multitud de taxones. Aparecen los icnotaxones Scoyenia, Beaconites, Taenidium, Skolithos, Camborygma, Cruziana, Diplichnites y Umfolozia.
- Icnofacies de Mermia (Buatois y Mángano, 1995). Caracteriza a las icnocenosis presentes en medios lacustres permanentes con marcas horizontales de alimentación y locomoción de varios grupos animales, anélidos, artrópodos o peces. Los icnotaxones más comunes son Mermia, Gordia, Helminthoidichnites, Treptichnus, Undichna y Cochlichnus.